# Antonio de la Cruz Quesada
Antonio de la Cruz Quesada (Granada, 1825 - Madrid, 1889) fou un compositor espanyol del segle xix.
Va emprendre els estudis de lleis, però ben aviat els abandonà, per la que des d'infant havia sentit una autèntica passió. Estudià solfeig amb José Tamayo i harmonia, composició i piano amb el mestre organista de la catedral de Granada, Bernabé Ruiz de Henares.
Després de d'alguns modests assaigs, aconseguí veure posada en escena la seva primera obra titulada La vuelta de Escupejumos, sarsuela còmica en un acte que es representà amb bon èxit en la seva vila nadiua la nit del 23 de novembre de 1849. L'any següent Cruz anà a Madrid, i en aquesta ciutat, fins al 1869 que s'establí a Almeria, va compondre i publicà nombroses obres musicals, que assoliren gran acceptació tant a l'estranger com a Espanya, entre elles una melodia titulada El caudillo de los Ciento, una escena i ària dedicada al cèlebre tenor Enrico Tamberlick, i la cançó titulada La espumita de la sal, que es donà conèixer en diversos teatres londinencs, Sant Petersburg, La Havana, Filadèlfia, etc. També publicà un Metodo completo de solfeo, un llibre titulat Teoria de la Música (Madrid, 1858), i alguna altra obra.